# John Carradine

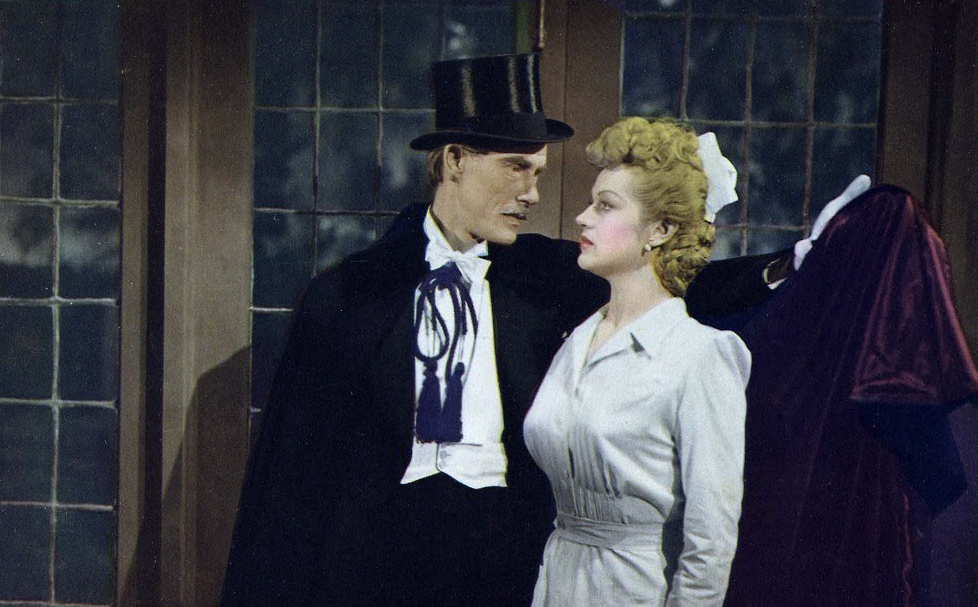
John Carradine en La mansión de Drácula (1945).

John Carradine (nacido Richmond Reed Carradine; Nueva York, 5 de febrero de 1906-Milán, 27 de noviembre de 1988) fue un actor estadounidense conocido por su aparición en diferentes wésterns y por ser el padre de los también actores Bruce, David, Keith y Robert Carradine.

## Biografía
Nació en el seno de una familia acomodada, pues su madre era una prestigiosa cirujana y su padre un eminente abogado. Su idea inicial era dedicarse al mundo de la pintura y la escultura tras asistir a la Escuela de Arte Gráfico de Nueva York. Comenzó su vida en el mundo de la interpretación como actor dramático shakespiriano y realizó su debut como actor en 1930 con el nombre de Peter Richmond. No adoptaría el de John Carradine hasta 1933. Un año después se produciría su primer encuentro con John Ford, quien le sacaría del anonimato gracias a películas como Prisionero del odio (1936) y María Estuardo, un biopic protagonizado por Katharine Hepburn.
Carradine apareció en diez títulos de John Ford, incluyendo The Grapes of Wrath (1940), La diligencia (1939) y El hombre que mató a Liberty Valance (1962). También interpretó el papel de Aarón en Los diez mandamientos (1956). Aunque era un buen actor de método, no tuvo muchas oportunidades de trabajar en contextos claramente dramáticos. En la década de 1940, viajó con una compañía teatral representando obras de William Shakespeare como Hamlet y Macbeth. Sus trabajos en Broadway incluyen papeles como Ferdinand en la producción de John Webster The Duchess of Malfi, Ragpicker en la obra de Jean Giraudoux La loca de Chaillot, Lycus en Golfus de Roma y DeLacey en la versión de Frankenstein de 1981.
En 1935, John Carradine se casó con Ardanelle McCool, madre de Bruce y David, antes de divorciarse en 1941. La segunda esposa de John sería Sonia Sorel, madre de los también actores Keith y Robert y de la que se divorciaría en 1956. Sus otras dos esposas fueron Doris Rich (1957-1971) y Emily Cisneros (1975-1988).
Carradine apareció en más de 225 películas, algunas de ellas como un personaje excéntrico, loco o diabólico, especialmente en el género del terror, donde se convertiría en toda una insignia en la década de 1940. En 1985, ganaría el Daytime Emmy award por su interpretación del excéntrico anciano que vive en el camino en Umbrella Joe.
Por su contribución al mundo del cine y el entretenimiento, John Carradine tiene una estrella en el Paseo de la Fama de Hollywood en el número 6240 de Hollywood Boulevard. En 2003, entró en el Western Performers Hall of Fame de la National Cowboy & Western Heritage Museum, de Oklahoma City, Oklahoma. John Carradine falleció el 27 de noviembre de 1988 en Milán, Italia, a los 82 años víctima de un infarto de miocardio. Fue enterrado en el Océano Pacífico a frente a la Isla Santa Catalina (California).

## Filmografía
- La pequeña vigía (1936) (Captain January), de David Butler.
- María Estuardo (1936) (Mary of Scotland), de John Ford
- Prisionero del odio (1936) (The Prisoner of Shark Island), de John Ford.
- Daniel Boone (1936) (Daniel Boone), de David Howard.
- El jardín de Alá (1936) (The Garden of Allah), de Richard Boleslawski.
- Huracán sobre la isla (1937) (The Hurricane), de John Ford
- Capitanes intrépidos (1937) (Captains Courageous), de Victor Fleming.
- Submarine Patrol (1938), de John Ford.
- Corazones indomables (1939) (Drums Along the Mohawk), de John Ford.
- Moto’s Last Warning (1939), de Norman Foster.
- Tierra de audaces (1939) (Jesse James), de Henry King.
- La diligencia (1939) (Stagecoach), de John Ford.
- Las uvas de la ira (1940) (The Grapes of Wrath), de John Ford.
- La venganza de Frank James (1940) (The Return of Frank James), de Fritz Lang.
- Espíritu de conquista (1941) (Western Union), de Fritz Lang.
- Aguas pantanosas (1941) (Swamp Water), de Jean Renoir.
- Sangre y arena (1941) (Blood and Sand), de Rouben Mamoulian.
- El hombre atrapado (1941) (Man Hunt), de Fritz Lang.
- El hijo de la furia (1942) (Son of Fury), de John Cromwell.
- Pasaporte al futuro (1943) (Gangway for Tomorrow), de John H. Auer.
- Barbazul (1944), de Edgar G. Ulmer.
- House of Frankenstein (1944), de Erle C. Kenton.
- Alaska (1944) (Alaska), de George Archainbaud.
- La mansión de Drácula (1945) (House of Dracula), de Erle C. Kenton.
- ¿Ángel o diablo? (1945) (Fallen Angel), de Otto Preminger.
- El capitán Kidd (1945) (Captain Kidd), de Rowland V. Lee.
- Sinuhé, el egipcio (1954) (The Egyptian), de Michael Curtiz.
- Johnny Guitar (1954) (Johnny Guitar), de Nicholas Ray.
- El hombre de Kentucky (1955) (The Kentuckian), de Burt Lancaster.
- El bufón de la corte (1956) (The Court Jester), de Melvin Frank.
- Los diez mandamientos (1956) (The Ten Commandments), de Cecil B. DeMille.
- La verdadera historia de Jesse James (1957) (The True Story of Jesse James), de Nicholas Ray.
- La historia de la humanidad (1957) (The Story of Mankind), de Irwin Allen.
- El último hurra (1958) (The Last Hurrah), de John Ford.
- El rebelde orgulloso (1958) (The Proud Rebel), de Michael Curtiz.
- Camino de Oregón (1959) (The Oregon Trail), de Gene Fowler Jr..
- Tarzán, el justiciero (1960) (Tarzan the Magnificent), de Robert Day.
- Las aventuras de Huckleberry Finn (1960) (The Adventures of Huckleberry Finn), de Michael Curtiz.
- El hombre que mató a Liberty Valance (1962) (The Man Who Shot Liberty Valance), de John Ford.
- El gran combate (1964) (Cheyenne Autumn), de John Ford.
- The Helicopter Spies (1968), de Boris Sagal.
- Un hombre impone la ley (1969) (The Good Guys and the Bad Guys), de Burt Kennedy.
- Las vampiras (1969), de Federico Curiel.
- Mis problemas con las mujeres (1969) (The Trouble with Girls), de Peter Tewksbury.
- Autopsia de un fantasma (1969) (Autopsia de un fantasma), de Ismael Rodríguez.
- Los McMasters (1969) (The McMasters), de Alf Kjellin.
- 5 tumbas sangrientas (1970) (Five Bloody Graves), de Al Adamson.
- Monstruos hambrientos (1970) (Horror of the Blood Monsters), de Al Adamson.
- The Seven Minutes (1971), de Russ Meyer.
- El hombre del cerebro sintético (1972) (Blood of Ghastly Horror), de Al Adamson.
- Todo lo que quiso saber sobre el sexo (1972) (Everything You Always Wanted to Know About Sex), de Woody Allen.
- Boxcar Bertha (1972), de Martin Scorsese.
- A través del desierto (1973) (The Gatling Gun), de Robert Gordon.
- La casa de los siete cadáveres (1974) (The House of Seven Corpses), de Paul Harrison.
- El último pistolero (1976) (The Shootist), de Don Siegel.
- Muerte en la casa del amor (1976) (Death at Love House), de E.W. Swackhamer.
- El último magnate (1976) (The Last Tycoon), de Elia Kazan.
- La centinela (1977) (The Sentinel), de Michael Winner.
- El desafío del búfalo blanco (1977) (The White Buffalo), de J. Lee Thompson.
- Cita de oro (1977) (Golden Rendezvous), de Ashley Lazarus.
- El club de los monstruos (1980) (The Monster Club), de Roy Ward Baker.
- Aullidos (1981)(The Howling) (1981), de Joe Dante.
- The Bees (Abejas asesinas), de Alfredo Zacarias.
- Goliath está esperando (Goliath Awaits) (1981) de Kevin Connor
- NIMH, el mundo secreto de la señora Brisby (1982) (The Secret of NIMH), de Don Bluth.
- El espantapájaros (1982) (The Scarecrow), de Sam Pillsbury.
- Guerreros del espacio (1984) (The Ice Pirates), de Stewart Raffill.
- El monstruo del armario (1986) (Monster in the Closet), de Bob Dahlin.
- Peggy Sue se casó (1986) (Peggy Sue Got Married), de Francis Ford Coppola.